# ظهرة جشيب (العدين)

تعديل مصدري - تعديل

ظهرة جشيب محلة تابعة لقرية المعبر، التابعة لعزلة عردن بمديرية العدين إحدى مديريات محافظة إب في الجمهورية اليمنية، بلغ تعداد سكانها 298 حسب تعداد اليمن لعام 2004.